# 河田浩兒
河田 浩兒（かわだ こうじ、7月2日生）は、東京都出身のスポーツコメンテーター、スポーツアナウンサーである。
欧州系の銀行員から転進した異例の経歴を持つ。蟹座、O型。
早稲田実業学校高等部商業科、早稲田大学第一文学部卒業。

## 活動

### 活動方針
「とにかく自分の足で取材する」をモットーとし、日本のプロ野球はもとより、MLBなど海外の野球にも精通している。
プロ野球などの実況のほか、CS放送・フジテレビONEのプロ野球ニュースに出演している。

### コメントするスポーツの種類
- 野球
- サッカー
- テニス
- アイスホッケー
- マラソン
- バレーボール
- ゴルフなど

### 出演番組

#### テレビ
フジテレビONE
- プロ野球ニュース - 試合ダイジェストなどを担当。佐々木信也などからアナウンサーとして紹介されることがある。

J SPORTS
- J SPORTS STADIUM（実況、リポーター）

EXスポーツ
- アジアリーグアイスホッケー（実況）

TOKYO MX
- MX STADIUM「東京ヤクルトスワローズ×中日ドラゴンズ」戦（実況またはリポーター）

チバテレビ
- マリーンズナイター（実況、リポーター）

メディアッティ東上
- こちら情報局!（東武東上線沿線の情報番組）キャスター

その他
- Bリーグ中継（実況。ネット配信のほかCS局で放送されることがある）

#### ラジオ
むさしのFM
- 「朝のコミューターゾーン」火・木曜担当
- 武蔵野・三鷹のアマチュアスポーツ実況

FMかしま
- ゆうやけ76.7（ナルナ） 金曜パーソナリティー
  - FMかしまの夕方の生ワイド番組。

など

### その他
- 雑誌『野球小僧』関連イベントの司会
- 東宝映画「青空エール」実況アナウンサー役

ほか